# Mercedes-Benz Clase GLE
El Mercedes-Benz Clase GLE, anteriormente conocido como Clase ML, es un automóvil todoterreno de lujo del segmento E producido por el fabricante de automóviles alemán Mercedes-Benz. Es un cinco plazas con motor delantero longitudinal y tracción a las cuatro ruedas. Las dos primeras generaciones del Clase M fueron lanzadas en 1997 y 2005, ambas fabricadas en Alabama, Estados Unidos.Siendo estas las primeras SUV de lujo dando inicio a sus rivales directos como el Audi Q7, el BMW X5, el Range Rover Sport, el Jeep Grand Cherokee, el Porsche Cayenne, el Volkswagen Touareg y el Volvo XC90.

## Primera generación (W163, 1997-2005)
La primera generación del Clase M (código interno W163) fue diseñada para satisfacer la demanda de todoterrenos en Estados Unidos. Fue el primer todoterreno en incorporar control de estabilidad, y tenía cuatro airbags de serie. Este modelo fue distinguido como la "Todoterreno del Año 1998" de la revista estadounidense Motor Trend y del Salón del Automóvil de Detroit.

### Motorizaciones
Las motorizaciones gasolina eran un L4 de 2.3 litros de cilindrada y 150 CV de potencia, un V6 de 3,2 litros de cilindrada y 218 CV, un V8 de 4,3 litros y 273 CV, un V8 de 5,0 litros y 292 CV, y un V8 de 5,5 litros y 347 CV, mientras que las Diésel eran un cinco cilindros en línea de 2.7 litros, y 163 CV y un V8 de 4,0 litros y 250 CV, ambas con turbocompresor de geometría variable, inyección directa common-rail, intercooler y cuatro válvulas por cilindro.
| Periodo                        | 1997-2000                                         | 1997-2005                 | 2002-2005                 | 1998-2001                 | 2001-2005                 | 1999-2005                 |                |                |                |                |
| Identificación del motor       | M 111 E 23                                        | M 112 E 32                | M 112 E 37                | M 113 E 43                | M 113 E 50                | M 113 E 55                |                |                |                |                |
| Tipo de motor                  | L4 16v                                            | V6 18v                    | V6 18v                    | V8 24v                    | V8 24v                    | V8 24v                    |                |                |                |                |
| Diámetro x carrera             | 90.9 mm × 88.4 mm                                 | 89.9 mm × 84.0 mm         | 97.0 mm × 84.0 mm         | 89.9 mm × 84.1 mm         | 97.0 mm × 84.0 mm         | 97.0 mm × 92.0 mm         |                |                |                |                |
| Cilindrada                     | 2295 cm³                                          | 3199 cm³                  | 3724 cm³                  | 4266 cm³                  | 4966 cm³                  | 5439 cm³                  |                |                |                |                |
| Relación de compresión         | 10.4: 1                                           | 10.0: 1                   | 10.0: 1                   | 10.0: 1                   | 9.5: 1                    | 10.5: 1                   |                |                |                |                |
| Potencia máxima: CV (kW) @ rpm | 150 CV (110 kW) @ 5400                            | 218 CV (160 kW) @ 5700    | 235 CV (173 kW) @ 5750    | 272 CV (200 kW) @ 5750    | 292 CV (215 kW) @ 5600    | 347 CV (255 kW) @ 5500    |                |                |                |                |
| Par máximo: Nm @ rpm           | 220 Nm @ 3700-4500                                | 310 Nm @ 3000-4800        | 345 Nm @ 3000-4500        | 390 Nm @ 3000-4500        | 440 Nm @ 2700-4250        | 519 Nm @ 2800-4500        |                |                |                |                |
| Tracción                       | Total (4MATIC)                                    | Total (4MATIC)            | Total (4MATIC)            | Total (4MATIC)            | Total (4MATIC)            | Total (4MATIC)            | Total (4MATIC) | Total (4MATIC) | Total (4MATIC) | Total (4MATIC) |
| Transmisión                    | Manual, 5 velocidades / Automática, 5 velocidades | Automática, 5 velocidades | Automática, 5 velocidades | Automática, 5 velocidades | Automática, 5 velocidades | Automática, 5 velocidades |                |                |                |                |
| Peso                           | 1935 kg                                           | 2010 kg                   | 2115 kg                   | 2090 kg                   | 2210 kg                   | 2230 kg                   |                |                |                |                |
| Aceleración 0–100 km/h         | 12.3 s                                            | 9.5 s                     | 8.7 s                     | 7.9 s                     | 7.7 s                     | 6.0 s                     |                |                |                |                |
| Velocidad máxima               | 177 km/h                                          | 195 km/h                  | 205 km/h                  | 210 km/h                  | 219 km/h                  | 240 km/h                  |                |                |                |                |
| Consumo combinado (L/100 km)   | 12.8                                              | 13.8                      | 14.1                      | 13.9                      | 14.6                      | 14.4                      |                |                |                |                |

| Periodo                        | 1999-2005                                                  | 2001-2005                                                  |
| Identificación del motor       | OM 612 DE 27 LA                                            | OM 628 DE 40 LA                                            |
| Tipo de motor                  | L5 20v, inyección directa, common-rail, turbo, intercooler | V8 32v, inyección directa, common-rail, turbo, intercooler |
| Diámetro x carrera             | 88.0 mm × 88.3 mm                                          | 86.0 mm × 86.0 mm                                          |
| Cilindrada                     | 2685 cm³                                                   | 3996 cm³                                                   |
| Relación de compresión         | 18.0: 1                                                    | 18.5: 1                                                    |
| Potencia máxima: CV (kW) @ rpm | 163 CV (120 kW) @ 4200                                     | 250 CV (184 kW) @ 4000                                     |
| Par máximo: Nm @ rpm           | 370 Nm @ 1600-2800                                         | 560 Nm @ 1700-2600                                         |
| Tracción                       | Total (4MATIC)                                             | Total (4MATIC)                                             |
| Transmisión                    | Manual, 6 velocidades / Automática 5, velocidades          | Automática, 5 velocidades                                  |
| Peso                           | 2115 kg                                                    | 2335 kg                                                    |
| Aceleración 0–100 km/h         | 11.7 s                                                     | 8.1 s                                                      |
| Velocidad máxima               | 185 km/h                                                   | 213 km/h                                                   |
| Consumo combinado (L/100 km)   | 11.7                                                       | 8.1                                                        |

## Segunda generación (W164, 2005-2015)
La segunda generación del Clase M (código interno W164) fue presentada oficialmente en el Salón del Automóvil de Detroit de 2005. El Mercedes-Benz Clase GL, un todoterreno del segmento F, comparte elementos estructurales con el Clase M.

### Motorizaciones
Los motores gasolina son un V6 de 3,5 litros y 272 CV, un V8 de 4,9 litros y 306 CV, un V8 de 5,5 litros y 388 CV, y un V8 de 6,2 litros y 510 CV. Los Diésel son un V6 de 3,0 litros en versiones de 192 CV, 204 CV, 211 CV, 224 CV, 231 CV y un V8 de 4,2 litros 306 CV con dos turbocompresor de geometría variable, inyección directa common-rail, intercooler y cuatro válvulas por cilindro.
| Periodo                        | 2005-2011                 | 2005-2007                 | 2007-2011                 | 2006-2010                 |                           |                |                |                |                |                |
| Identificación del motor       | M 272 E 35                | M 113 E 50                | M 273 KE 35               | M 156 E 63                |                           |                |                |                |                |                |
| Tipo de motor                  | V6 24v                    | V8 24v                    | V8 32v                    | V8 32v                    |                           |                |                |                |                |                |
| Diámetro x carrera             | 92.9 mm × 86.0 mm         | 97.0 mm × 84.0 mm         | 98.0 mm × 90.5 mm         | 102.2 mm × 94.6 mm        |                           |                |                |                |                |                |
| Cilindrada                     | 3498 cm³                  | 4966 cm³                  | 5461 cm³                  | 6208 cm³                  |                           |                |                |                |                |                |
| Relación de compresión         | 10.7: 1                   | 9.5: 1                    | 10.7: 1                   | 11.3: 1                   |                           |                |                |                |                |                |
| Potencia máxima: CV (kW) @ rpm | 272 CV (200 kW) @ 5750    | 306 CV (225 kW) @ 5600    | 388 CV (285 kW) @ 6000    | 510 CV (375 kW) @ 6800    |                           |                |                |                |                |                |
| Par máximo: Nm @ rpm           | 350 Nm @ 2400-5000        | 460 Nm @ 2700-4750        | 530 Nm @ 2800-4800        | 630 Nm @ 5200             |                           |                |                |                |                |                |
| Tracción                       | Total (4MATIC)            | Total (4MATIC)            | Total (4MATIC)            | Total (4MATIC)            | Total (4MATIC)            | Total (4MATIC) | Total (4MATIC) | Total (4MATIC) | Total (4MATIC) | Total (4MATIC) |
| Transmisión                    | Automática, 7 velocidades | Automática, 7 velocidades | Automática, 7 velocidades | Automática, 7 velocidades | Automática, 7 velocidades |                |                |                |                |                |
| Peso                           | 2060 kg                   | 2100 kg                   | 2110 kg                   | 2235 kg                   |                           |                |                |                |                |                |
| Aceleración 0–100 km/h         | 8.4 s                     | 6.9 s                     | 5.8 s                     | 5.0 s                     |                           |                |                |                |                |                |
| Velocidad máxima               | 225 km/h                  | 240 km/h                  | 250 km/h                  | 250 km/h                  |                           |                |                |                |                |                |
| Consumo combinado (L/100 km)   | 11.4                      | 13.4                      | 13.1                      | 16.5                      |                           |                |                |                |                |                |

| Periodo                        | 2005-2010                                                  | 2009-2010                                                  | 2010-2011                                                  | 2005-2009                                                  | 2009-2010                                                  | 2009-2011                                                  | 2010-2011                                                  | 2005-2009                                                  | 2009-2011                                                  |
| Identificación del motor       | OM 642 DE 30 LA red                                        | OM 642 DE 30 LA red                                        | OM 642 DE 30 LA red                                        | OM 642 DE 30 LA                                            | OM 642 DE 30 LA                                            | OM 642 DE 30 LA                                            | OM 642 DE 30 LA                                            | OM 629 DE 40 LA                                            | OM 629 DE 40 LA                                            |
| Tipo de motor                  | V6 24v, inyección directa, common-rail, turbo, intercooler | V6 24v, inyección directa, common-rail, turbo, intercooler | V6 24v, inyección directa, common-rail, turbo, intercooler | V6 24v, inyección directa, common-rail, turbo, intercooler | V6 24v, inyección directa, common-rail, turbo, intercooler | V6 24v, inyección directa, common-rail, turbo, intercooler | V6 24v, inyección directa, common-rail, turbo, intercooler | V8 32v, inyección directa, common-rail, turbo, intercooler | V8 32v, inyección directa, common-rail, turbo, intercooler |
| Diámetro x carrera             | 83.0 mm × 92.0 mm                                          | 83.0 mm × 92.0 mm                                          | 83.0 mm × 92.0 mm                                          | 83.0 mm × 92.0 mm                                          | 83.0 mm × 92.0 mm                                          | 83.0 mm × 92.0 mm                                          | 83.0 mm × 92.0 mm                                          | 86.0 mm × 86.0 mm                                          | 86.0 mm × 86.0 mm                                          |
| Cilindrada                     | 2987 cm³                                                   | 2987 cm³                                                   | 2987 cm³                                                   | 2987 cm³                                                   | 2987 cm³                                                   | 2987 cm³                                                   | 2987 cm³                                                   | 3996 cm³                                                   | 3996 cm³                                                   |
| Relación de compresión         | 17.7: 1                                                    | 17.7: 1                                                    | 15.5: 1                                                    | 17.7: 1                                                    | 17.7: 1                                                    | 16.5: 1                                                    | 15.5: 1                                                    | 17.0: 1                                                    | 17.0: 1                                                    |
| Potencia máxima: CV (kW) @ rpm | 190 CV (140 kW) @ 4000                                     | 190 CV (140 kW) @ 4000                                     | 204 CV (150 kW) @ 4000                                     | 224 CV (165 kW) @ 3800                                     | 224 CV (165 kW) @ 3800                                     | 211 CV (155 kW) @ 3400                                     | 231 CV (170 kW) @ 3800                                     | 306 CV (225 kW) @ 3600                                     | 306 CV (225 kW) @ 3600                                     |
| Par máximo: Nm @ rpm           | 440 Nm @ 1400-2800                                         | 440 Nm @ 1400-2800                                         | 500 Nm @ 1400-2400                                         | 510 Nm @ 1600-2800                                         | 510 Nm @ 1600-2800                                         | 540 Nm @ 1600-2400                                         | 540 Nm @ 1600-2400                                         | 700 Nm @ 2000-2600                                         | 700 Nm @ 2000-2600                                         |
| Tracción                       | Total (4MATIC)                                             | Total (4MATIC)                                             | Total (4MATIC)                                             | Total (4MATIC)                                             | Total (4MATIC)                                             | Total (4MATIC)                                             | Total (4MATIC)                                             | Total (4MATIC)                                             | Total (4MATIC)                                             |
| Transmisión                    | Automática, 7 velocidades                                  | Automática, 7 velocidades                                  | Automática, 7 velocidades                                  | Automática, 7 velocidades                                  | Automática, 7 velocidades                                  | Automática, 7 velocidades                                  | Automática, 7 velocidades                                  | Automática, 7 velocidades                                  | Automática, 7 velocidades                                  |
| Peso                           | 2110 kg                                                    | 2110 kg                                                    | 2110 kg                                                    | 2110 kg                                                    | 2110 kg                                                    | 2110 kg                                                    | 2110 kg                                                    | 2240 kg                                                    | 2240 kg                                                    |
| Aceleración 0–100 km/h         | 9.8 s                                                      | 9.8 s                                                      | 8.2 s                                                      | 8.6 s                                                      | 8.6 s                                                      | 7.3 s                                                      | 8.7 s                                                      | 6.5 s                                                      | 6.5 s                                                      |
| Velocidad máxima               | 205 km/h                                                   | 205 km/h                                                   | 210 km/h                                                   | 215 km/h                                                   | 215 km/h                                                   | 220 km/h                                                   | 210 km/h                                                   | 235 km/h                                                   | 235 km/h                                                   |
| Consumo combinado (L/100 km)   | 9.6                                                        | 8.4                                                        | 8.4                                                        | 9.6                                                        | 8.9                                                        | 8.9                                                        | 8.7                                                        | 11.2                                                       | 10.6                                                       |

## Tercera generación (W166, 2011-2019)
En 2006, se inició el desarrollo de la próxima generación del Clase M y se extendió durante un período de 5 años, una duración mucho más corta que su predecesor. En 2008, el diseño final por Emiel Burki fue aprobado y patentado a nivel nacional el 16 de diciembre de 2008 (patente de diseño de Estados Unidos presentada el 15 de junio de 2009). La clase M recientemente rediseñada (nombre de chasis W166) se introdujo en forma de preproducción el 10 de junio de 2011 como modelo 2012. El primer W166 rediseñado para el cliente salió de la línea de producción de Tuscaloosa el 20 de julio.  Es más refinado, tomando ejemplos de estilo de la nueva generación de Mercedes-Benz E-Class. Un aumento de espacio para las piernas del asiento trasero se ha implementado, junto a respaldos traseros ajustables. Fue lanzada en septiembre de 2011. 
Las nuevas características de la M-Class 2012 incluyen una 7G-Tronic Plus transmisión automática de siete velocidades actualizado para ofrecer una mejor economía de combustible, adaptativa opcional Cruise Control (Distronic Plus), Active sistema de alerta de salida de carril, y una suspensión de aire ajustable en altura (AirMatic ). 
Un On y Off Road Package está disponible para la mayoría de los mercados (ahora incluyendo América del Norte) a partir del modelo 2013. El paquete añade una caja de transferencia Magna Powertrain de doble rango de dos velocidades con bloqueo del diferencial central, pre-reductor, Patines debajo de la carrocería, y un sistema de programa de conducción seleccionables terreno de 6 modos. El bloqueo del diferencial trasero ha sido descontinuado. 
Los diferenciales delantero y trasero abierto y están equipadas, y utilizan el sistema electrónico de tracción en las cuatro ruedas (4-ETS) para simular los bloqueos de diferencial delantero y trasero. 
El Mercedes Clase M ganó el primer lugar en la categoría "Luxury SUV Crossover" y ha sido nombrado el vehículo más idóneo para los estadounidenses sobre la base de un estudio realizado por California-basada en la investigación de la automoción y consultoría AutoPacific. 
Mercedes-Benz India estableció una planta de fabricación en Chakan, Pune a principios que puso en marcha la primera W166 Clase M que se construirá fuera de los EE. UU. en octubre de 2012 En el mes siguiente, comenzaron Mercedes-Benz Indonesia 2009 montaje M-Class en una fábrica en Wanaherang, Java Occidental. Estas plantas realizar el montaje final de los vehículos enviados como kits "abatidos" de Tuscaloosa, EE. UU. 
El actual papamóvil se basa en la M-Class 2012 y fue entregado en diciembre de 2012.

### Motorizaciones
| Periodo                        | 2011-2014                 | 2015                                            | 2015-2019                                       | 2015-2016                                       | 2015-presente                                                    | 2012-2015                                       | 2015                                            | 2016-2017                                       | 2016-2017                                       | 2017-presente                                   | 2012-2015                                       | 2015-presente                                   | 2015-presente                                   |                |                |
| Identificación del motor       | M 276 DE 35               | M 276 DE 30 LA                                  | M 276 DE 30 LA                                  | M 276 DE 30 LA                                  | M 276 DE 30 LA                                                   | M 278 DE 46 AL red                              | M 278 DE 46 AL                                  | M 278 DE 46 AL                                  | M 276 DE 30 LA                                  | M 276 DE 30 LA                                  | M 157 DE 55 AL                                  | M 157 DE 55 AL                                  | M 157 DE 55 AL                                  |                |                |
| Tipo de motor                  | V6 24v, inyección directa | V6 24v, inyección directa, biturbo, intercooler | V6 24v, inyección directa, biturbo, intercooler | V6 24v, inyección directa, biturbo, intercooler | V6 24v, inyección directa, biturbo, intercooler, motor eléctrico | V8 32v, inyección directa, biturbo, intercooler | V8 32v, inyección directa, biturbo, intercooler | V8 32v, inyección directa, biturbo, intercooler | V6 24v, inyección directa, biturbo, intercooler | V6 24v, inyección directa, biturbo, intercooler | V8 32v, inyección directa, biturbo, intercooler | V8 32v, inyección directa, biturbo, intercooler | V8 32v, inyección directa, biturbo, intercooler |                |                |
| Diámetro x carrera             | 92.9 mm × 86.0 mm         | 88.0 mm × 82.1 mm                               | 88.0 mm × 82.1 mm                               | 88.0 mm × 82.1 mm                               | 88.0 mm × 82.1 mm                                                | 92.9 mm × 86.0 mm                               | 92.9 mm × 86.0 mm                               | 92.9 mm × 86.0 mm                               | 88.0 mm × 82.1 mm                               | 88.0 mm × 82.1 mm                               | 98.0 mm × 90.5 mm                               | 98.0 mm × 90.5 mm                               | 98.0 mm × 90.5 mm                               |                |                |
| Cilindrada                     | 3498 cm³                  | 2996 cm³                                        | 2996 cm³                                        | 2996 cm³                                        | 2996 cm³                                                         | 4663 cm³                                        | 4663 cm³                                        | 4663 cm³                                        | 2996 cm³                                        | 2996 cm³                                        | 5641 cm³                                        | 5641 cm³                                        | 5641 cm³                                        |                |                |
| Relación de compresión         | 12.2: 1                   | 10.5: 1                                         | 10.5: 1                                         | 10.7: 1                                         | 10.5: 1                                                          | 10.7: 1                                         | 10.5: 1                                         | 10.7: 1                                         | 10.7: 1                                         | 10.7: 1                                         | 11.3: 1                                         | 11.3: 1                                         | 10.0: 1                                         |                |                |
| Potencia máxima: CV (kW) @ rpm | 306 CV (225 kW) @ 6500    | 333 CV (245 kW) @ 5250-6000                     | 333 CV (245 kW) @ 5250-6000                     | 367 CV (270 kW) @ 5500-6000                     | 333 CV (245 kW) @ 5500-6000 + 116 CV (85 kW)                     | 408 CV (300 kW) @ 5250                          | 435 CV (320 kW) @ 5250                          | 455 CV (335 kW) @ 5500-5500                     | 367 CV (270 kW) @ 5500-6000                     | 390 CV (287 kW) @ 6100                          | 525 CV (386 kW) @ 5250 557 CV (410 kW) @ 5750   | 557 CV (410 kW) @ 5750                          | 585 CV (430 kW) @ 5500                          |                |                |
| Par máximo: Nm @ rpm           | 370 Nm @ 3500-5250        | 480 Nm @ 1600-4000                              | 480 Nm @ 1600-4000                              | 520 Nm @ 2000-4000                              | 650 Nm @ 1600-4000                                               | 600 Nm @ 1600-4750                              | 700 Nm @ 1800-4000                              | 700 Nm @ 1800-4000                              | 520 Nm @ 2000-4000                              | 520 Nm @ 2500-5000                              | 700 Nm @ 1750-5000 760 Nm @ 2000-5000           | 700 Nm @ 1750-5500                              | 760 Nm @ 1750-5250                              |                |                |
| Tracción                       | Total (4MATIC)            | Total (4MATIC)                                  | Total (4MATIC)                                  | Total (4MATIC)                                  | Total (4MATIC)                                                   | Total (4MATIC)                                  | Total (4MATIC)                                  | Total (4MATIC)                                  | Total (4MATIC)                                  | Total (4MATIC)                                  | Total (4MATIC)                                  | Total (4MATIC)                                  | Total (4MATIC)                                  | Total (4MATIC) | Total (4MATIC) |
| Transmisión                    | Automática, 7 velocidades | Automática, 7 velocidades                       | Automática, 9 velocidades                       | Automática, 9 velocidades                       | Automática, 7 velocidades                                        | Automática, 7 velocidades                       | Automática, 9 velocidades                       | Automática, 9 velocidades                       | Automática, 9 velocidades                       | Automática, 9 velocidades                       | Automática, 7 velocidades                       | Automática, 7 velocidades                       | Automática, 7 velocidades                       |                |                |
| Peso                           | 2065 kg                   | 2055 kg                                         | 2055 kg                                         | 2105 kg                                         | 2390 kg                                                          | 2160 kg                                         | 2160 kg                                         | 2160 kg                                         | 2105 kg                                         | 2105 kg                                         | 2270 kg                                         | 2270 kg                                         | 2270 kg                                         |                |                |
| Aceleración 0–100 km/h         | 7.6 s                     | 6.1 s                                           | 6.1 s                                           | 5.7 s                                           | 5.3 s                                                            | 5.6 s                                           | 5.3 s                                           | 5.3 s                                           | 5.7 s                                           | 5.7 s                                           | 4.7-4.8 s                                       | 4.3 s                                           | 4.2 s                                           |                |                |
| Velocidad máxima               | 235 km/h                  | 247 km/h                                        | 247 km/h                                        | 250 km/h (Limitada electrónicamente)            | 250 km/h (Limitada electrónicamente)                             | 250 km/h (Limitada electrónicamente)            | 250 km/h (Limitada electrónicamente)            | 250 km/h (Limitada electrónicamente)            | 250 km/h (Limitada electrónicamente)            | 250 km/h (Limitada electrónicamente)            | 250 km/h (Limitada electrónicamente)            | 250 km/h (Limitada electrónicamente)            | 250 km/h (Limitada electrónicamente)            |                |                |
| Consumo combinado (L/100 km)   | 8.8                       | 9.2                                             | 9.2                                             | 9.3                                             | 3.3                                                              | 11.0                                            | 11.0                                            | 11.1                                            | 9.3                                             | 9.3                                             | 11.8                                            | 11.8                                            | 11.8                                            |                |                |

| Periodo                        | 2011-2015                                                  | 2015-presente                                              | 2011-2015                                                  | 2015-presente                                              |
| Identificación del motor       | OM 651 DE 22 LA                                            | OM 651 DE 22 LA                                            | OM 642 LS DE 30 LA                                         | OM 642 LS DE 30 LA                                         |
| Tipo de motor                  | L4 16v, inyección directa, common-rail, turbo, intercooler | L4 16v, inyección directa, common-rail, turbo, intercooler | V6 24v, inyección directa, common-rail, turbo, intercooler | V6 24v, inyección directa, common-rail, turbo, intercooler |
| Diámetro x carrera             | 86.0 mm × 86.0 mm                                          | 86.0 mm × 86.0 mm                                          | 83.0 mm × 92.0 mm                                          | 83.0 mm × 92.0 mm                                          |
| Cilindrada                     | 2143 cm³                                                   | 2143 cm³                                                   | 2987 cm³                                                   | 2987 cm³                                                   |
| Relación de compresión         | 16.2: 1                                                    | 16.2: 1                                                    | 15.5: 1                                                    | 15.5: 1                                                    |
| Potencia máxima: CV (kW) @ rpm | 204 CV (150 kW) @ 4200                                     | 204 CV (150 kW) @ 4200                                     | 258 CV (180 kW) @ 3600                                     | 258 CV (180 kW) @ 3600                                     |
| Par máximo: Nm @ rpm           | 500 Nm @ 1600-1800                                         | 500 Nm @ 1600-1800                                         | 620 Nm @ 1600-2400                                         | 620 Nm @ 1600-2400                                         |
| Tracción                       | Total (4MATIC)                                             | Trasera / Total (4MATIC)                                   | Total (4MATIC)                                             | Total (4MATIC)                                             |
| Transmisión                    | Automática, 7 velocidades                                  | Automática, 9 velocidades                                  | Automática, 7 velocidades                                  | Automática, 9 velocidades                                  |
| Peso                           | 2000-2075 kg                                               | 2075 kg                                                    | 2100 kg                                                    | 2100 kg                                                    |
| Aceleración 0–100 km/h         | 8.6 s                                                      | 9.0 s                                                      | 7.4 s                                                      | 7.1 s                                                      |
| Velocidad máxima               | 210 km/h                                                   | 210 km/h                                                   | 224 km/h                                                   | 224 km/h                                                   |
| Consumo combinado (L/100 km)   | 6.5                                                        | 5.4-5.7                                                    | 7.4                                                        | 6.4                                                        |